# Paul Twerenbold

Paul Twerenbold (1986)

Paul Twerenbold (* 28. März 1946; heimatberechtigt in Hünenberg) ist ein Schweizer Politiker (CVP) aus dem Kanton Zug.

## Leben
Er studierte an der Universität Zürich Volkswirtschaft (Dr. oec. publ.) und war dann bei einem Schweizer Arbeitgeberverband und als Pressesprecher bei der Schweizerischen Bankgesellschaft (SGB) tätig. Von 1979 bis 1986 war Paul Twerenbold Mitglied des Zuger Kantonsrates und von 1987 bis 1998 des Zuger Regierungsrates (Baudirektor), den er 1993 und 1994 als Landammann präsidierte. In seine Amtszeit als Baudirektor fielen unter anderem die Erneuerung der Strafanstalt, der Endausbau der Kläranlage und der Umzug der Steuerverwaltung.
Nach der Abwahl aus der Kantonsregierung arbeitete Twerenbold an verschiedenen Projekten auf nationaler Ebene: der Neuordnung des nationalen Finanzausgleichs (NFA), der Bewältigung des Anstiegs des Schwerverkehrs auf der Nord-Süd-Achse nach der Einführung der LSVA oder dem Management der Kraftwerke Wägital AG.
Er ist verheiratet und Vater von drei Kindern.